# 続・忍びの者
『続・忍びの者』（ぞく しのびのもの）は、1963年公開の日本映画。山本薩夫監督、市川雷蔵主演による、『忍びの者』の続編。

## キャスト
- 石川五右衛門：市川雷蔵
- マキ：藤村志保
- 織田信長：城健三朗
- タマメ：坪内ミキ子
- 明智光秀：山村聡（特別出演）
- 羽柴秀吉：東野英治郎
- 服部半蔵：伊達三郎[1]
- 徳川家康：永井智雄
- 鈴木孫一：石黒達也
- 斎藤内蔵助：須賀不二男
- 織田信雄：松本錦四郎
- 森蘭丸：山本圭
- 勘助：浜田雄史
- 石田三成：南条新太郎
- 酒井忠次：原聖四郎
- 福島正則：市川謹也
- 本多忠勝：玉置一恵
- 里村紹巴：荒木忍

## スタッフ
- 監督：山本薩夫
- 企画：伊藤武郎
- 製作：永田雅一
- 脚色：高岩肇
- 原作：村山知義
- 撮影：武田千吉郎
- 美術：内藤昭
- 照明：山下礼二郎
- 音楽：渡辺宙明
- 録音：大角正夫
- 編集：宮田味津三
- スチル：藤岡輝夫

## 併映作品
- 『座頭市兇状旅』: 田中徳三監督作品

## 市川雷蔵主演 忍びの者シリーズ
- 忍びの者（1962年、監督：山本薩夫）
- 続・忍びの者（1963年、監督：山本薩夫）
- 新・忍びの者（1963年、監督：森一生）
- 忍びの者 霧隠才蔵（1964年、監督：田中徳三）
- 忍びの者 続・霧隠才蔵（1964年、監督：池広一夫）
- 忍びの者 伊賀屋敷（1965年、監督：森一生）
- 忍びの者 新・霧隠才蔵（1966年、監督：森一生）
- 新書・忍びの者（1966年、監督：池広一夫）